# 毛里西奥·蒙塔尔沃·萨马涅戈
毛里西奥·蒙塔尔沃·萨马涅戈（Mauricio Montalvo Samaniego，1961年—）是厄瓜多尔律师和外交官。他是现任厄瓜多尔外交部长。 他在哈佛大学攻读法律硕士学位，是厄瓜多尔天主教大学的律师。他曾在日内瓦的联合国、华盛顿特区的美洲国家组织以及其他任务中代表厄瓜多尔。 
1982年加入厄瓜多尔外交部。自 2005 年以来，他在享有盛誉的职业生涯和有趣的海外使命后获得了大使级别。
他曾任常驻联合国代表。他还担任过多边政策主任和哥伦比亚边境关系主任。 
从 2018 年 7 月 10 日起，他担任 ，直到 2019 年他被调任为驻澳大利亚大使 。攻读硕士学位期间，他是哈佛法学院巴拉克奥巴马的同学。 
传记
在他的大学时代，他的领导力、智力和演讲特质已经得到阐明，成为 PUCE 学术委员会的学生代表（1983 年）和 PUCE 法学院协会主席（1984 年）。
后来，他从厄瓜多尔天主教大学 (PUCE) 获得法学博士 (1986)、律师 (1986) 和法律科学学士 (1984) 学位。
他拥有法学硕士学位（LL. M.) 哈佛大学 (1990)，他是奥巴马总统的合伙人。

此外，他还获得了法国巴黎国家行政学院 (ENA) 的公共管理文凭（2004 年）。

他曾在 PUCE 法学院、厄瓜多尔中央大学国际科学学院、USFQ 法学院、美国拉斯维加斯大学 (UDLA) 法律与社会科学学院担任教授并访问圣胡安波多黎各大学法学院教授。 IAEN、FLACSO、安第斯大学、战争学院、高等警察学校等的讲师。他发表了多篇关于法律和国际问题的专业文章。
他曾在华盛顿特区的美洲国家组织、纽约的联合国和法国巴黎的教科文组织常驻代表团中担任过各种外交职务。他曾担任常驻联合国和瑞士日内瓦国际组织的大使，目前担任厄瓜多尔驻澳大利亚大使，同时兼任新西兰和斐济大使。